# Elektrownia orbitalna

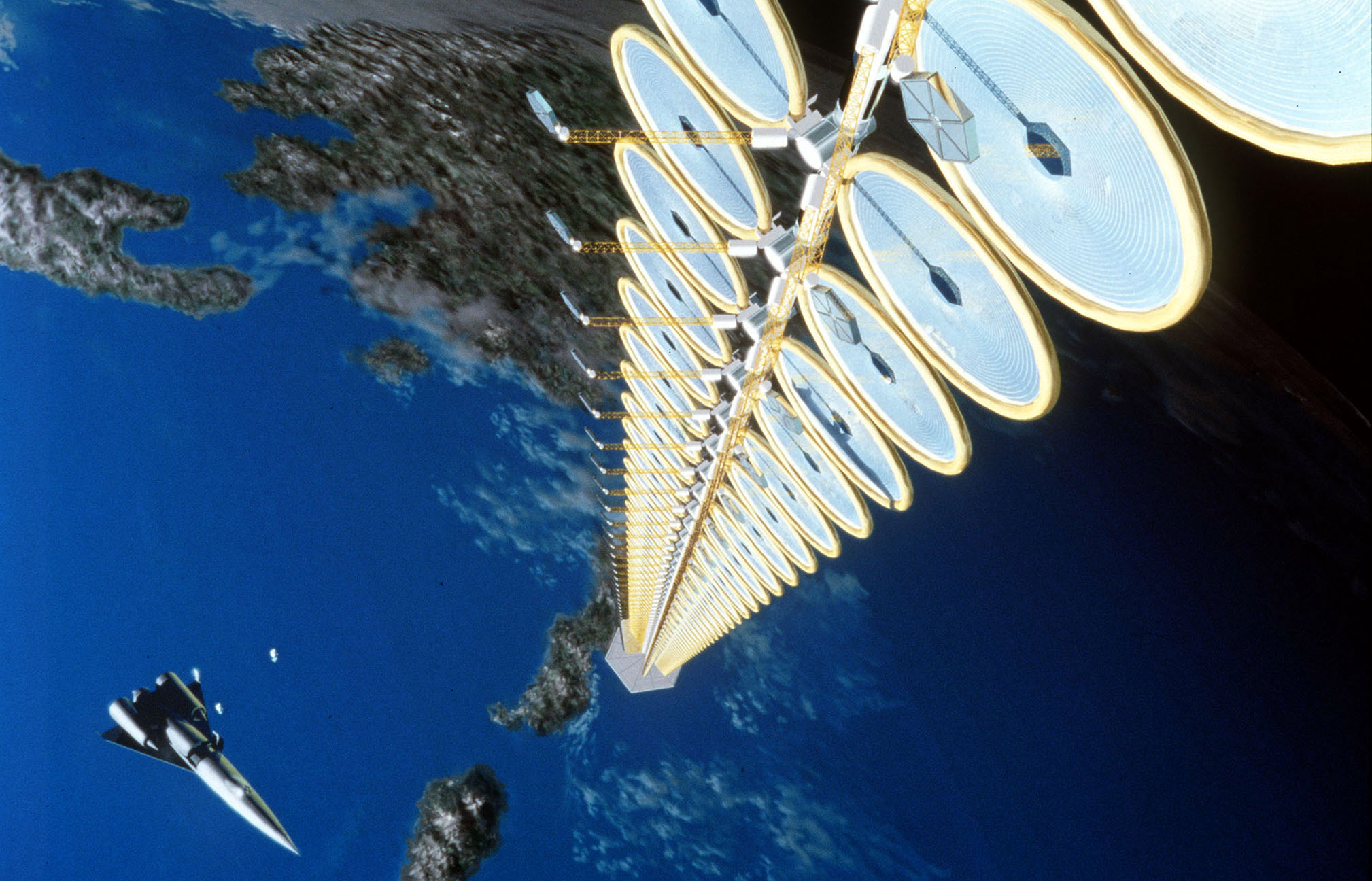
Artystyczna wizja elektrowni orbitalnej.

Elektrownia orbitalna – proponowany sztuczny satelita umieszczony na wysokiej orbicie, działający jak elektrownia słoneczna i przesyłający energię na Ziemię za pomocą mikrofal do specjalnej anteny odbiorczej. Zaletą w stosunku do tradycyjnych elektrowni słonecznych byłoby nieprzerwane wystawienie jego ogniw na światło Słońca, nie zmieniające się w zależności od pogody, pory dnia ani pory roku. Główną wadą jest wysoki koszt umieszczenia takiej konstrukcji na orbicie.

## Historia

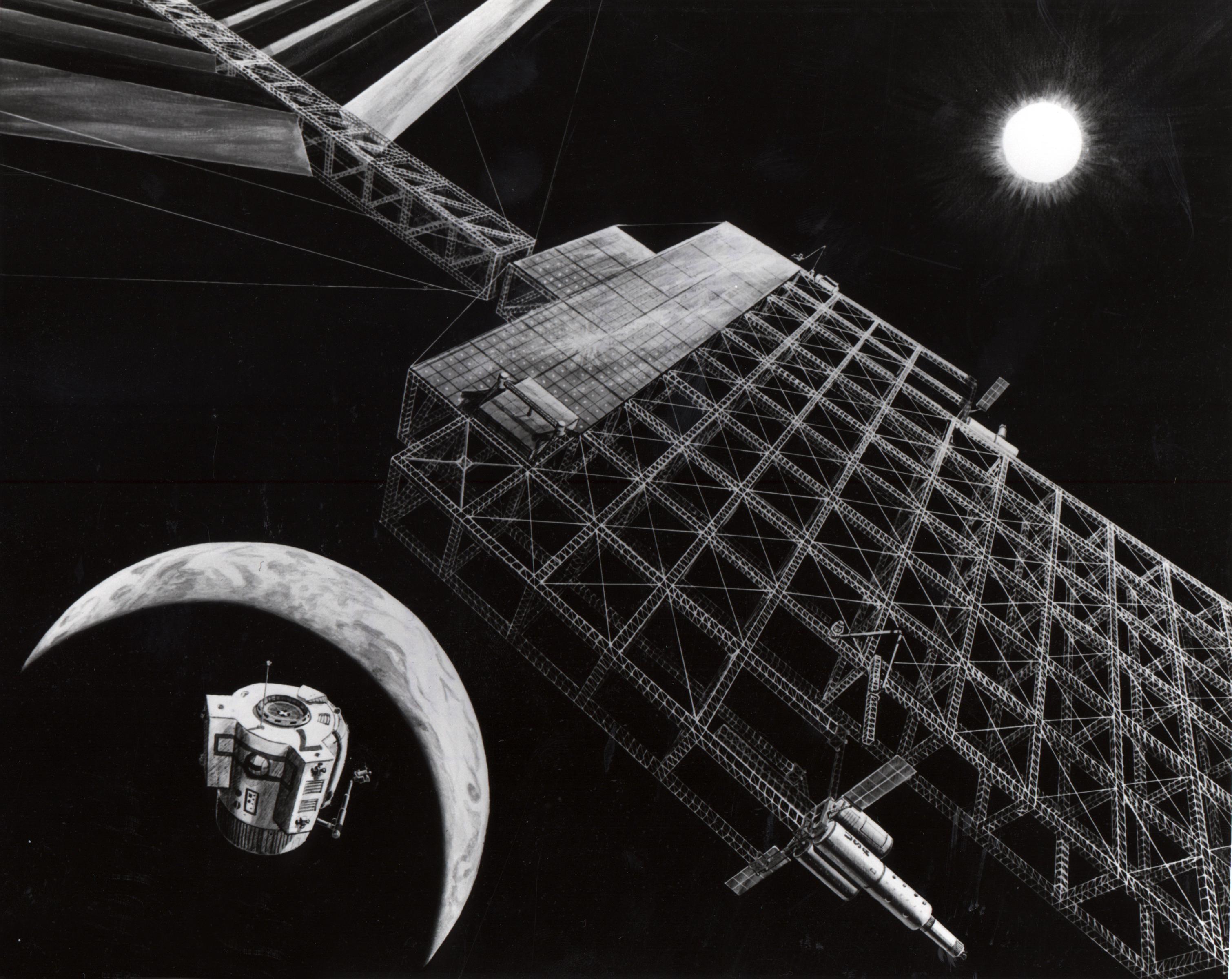
Projekt elektrowni orbitalnej. NASA, 1976 r.

Pierwsze projekty elektrowni orbitalnej pochodzą z lat sześćdziesiątych XX wieku. Początkowo uznawane były za niewykonalne, z powodu braku technologii do efektywnego przesyłania energii z orbity na Ziemię. W 1973 roku Peter Glaser z Arthur D. Little, Inc. rozwiązał ten problem, patentując metodę przesyłania energii za pomocą mikrofal. Wzbudziło to zainteresowanie NASA, która zleciła jego firmie przeprowadzenie analizy możliwości budowy takich elektrowni. Raport opublikowany w 1974 roku stwierdzał że, choć wymaga to przezwyciężenia szeregu problemów, projekt jest obiecujący w dłuższej skali czasowej. Kongres amerykański zlecił NASA i DOE przeprowadzenie szerszych badań w kolejnych latach. Ich wyniki zostały opublikowane w szeregu raportów w 1978 roku. Konkluzje były wystarczająco krytyczne, aby przez kolejnych 20 lat projekt nie był kontynuowany.
Na początku XXI wieku pojawiły się pomysły odświeżenia projektu, w USA i w Japonii. Związane jest to głównie ze wzrostem cen ropy naftowej, rozwojem inżynierii materiałowej i spadkiem cen ogniw słonecznych.
W kwietniu 2009 kalifornijskie przedsiębiorstwo energetyczne Pacific Gas and Electric Company oświadczyło, że oczekuje na zatwierdzenie przez stanowego regulatora umowy zawartej z Solaren Corp. przewidującej dostarczanie 200 MW mocy przez ponad 15 lat z elektrowni słonecznej znajdującej się na orbicie. Transmisja ma odbywać się za pomocą fal radiowych, a odbiornik znajdować się w hrabstwie Fresno. Stanowy regulator, California Public Utilities Commission, zatwierdził umowę 3 grudnia 2009. Umowa przewiduje dostarczanie 1700 GWh rocznie począwszy od czerwca 2016. Elektrownia znajdować ma się na orbicie geosynchronicznej. Firma Solaren Corp. nie podaje informacji na temat swojej technologii do publicznej wiadomości, jednak uzyskane przez firmę patenty dotyczą użycia pary składanych, nadmuchiwanych zwierciadeł o średnicy ok. 2 km, skupiających światło na module słonecznym wytwarzającym energię elektryczną. Do wyniesienia układu na orbitę konieczne mają być cztery ciężkie rakiety nośne. Cena energii z elektrowni ma wynosić "nieco więcej" niż przewidywana na 2016 rok cena energii elektrycznej w Kalifornii, 12,9 centa za kWh.
W listopadzie 2009 swoje plany ogłosiła również Japonia. Celem jest budowa do 2030 roku elektrowni orbitalnej przesyłającej energię na ziemią za pomocą mikrofal lub promienia laserowego. Według JAXA stacja odbiorcza ma znajdować się na morzu lub sztucznym zbiorniku wodnym. Celem uczestników projektu jest budowa elektrowni o mocy 1 GW dostarczającej energię po cenie 8 jenów za kWh, czyli po cenie sześciokrotnie mniejszej od obecnych cen energii w Japonii.

## Opis
Główne elementy elektrowni orbitalnej to:
- Zespół baterii słonecznych,
- antena mikrofalowa, skierowana na Ziemię,
- duża antena odbiorcza, umieszczona na powierzchni Ziemi.

Panel słoneczny może mieć konstrukcję podobną jak jego naziemne odpowiedniki. Nieważkość i brak czynników pogodowych pozwala jednak zrezygnować z wielu elementów konstrukcyjnych, co może znacznie obniżyć jego masę. Wymagane jest jedynie utrzymywanie go w całości i możliwość obracania, tak aby był skierowany przez cały czas w stronę Słońca.
Uzyskanie skupionej wiązki mikrofal z odległości sięgającej orbity geostacjonarnej wymaga anteny nadawczej o średnicy około kilometra. Antena odbiorcza powinna mieć wtedy około 10 km średnicy. Przy natężeniu mikrofal przy powierzchni Ziemi 230 W/m², umożliwi to przesyłanie 5-10 GW mocy. Uzyskanie takiej mocy ze światła słonecznego wymaga baterii słonecznych 5- do 10-kilometrowej średnicy (w zależności od typu użytych ogniw). Panel słoneczny i antena nadawcza stanowią więc najbardziej kosztowną część konstrukcji. Antena odbiorcza na powierzchni Ziemi może być zbudowana z prostych i tanich dipolowych anten, uzyskując i tak do 85% sprawności.

## Problemy

### Koszt wyniesienia na orbitę
Podstawowym problemem jest koszt wyniesienia konstrukcji na orbitę. Obecnie cena wyniesienia na orbitę sięga 6-11 tys. USD/kg. Według szacunków, aby elektrownia orbitalna była opłacalna, cena ta musi spaść do 400-500 USD/kg.
Przy analizie należy uwzględniać czynnik skali. Wielokrotne loty mogą obniżyć średni koszt wyniesienia kilograma na orbitę. Aby pokazać jaka liczba lotów jest potrzebna, załóżmy przykładowo użycie bardzo lekkich ogniw, o masie 1 kg na uzyskiwany kilowat. 4 GW elektrownia będzie wymagała minimalnej masy 4000 ton. Oznacza to co najmniej 40-80 kursów wielkoładunkowych (HLLV) do wyniesienia elementów na niską orbitę. Stamtąd używając silników jonowych mogą one zostać stopniowo wyniesione na wyższą orbitę. Szacując koszt jednego kursu na 500 milionów USD, otrzymujemy sumaryczny koszt 20-40 miliardów USD.
Istnieje kilka pomysłów znacznego obniżenia tej wartości, w oparciu o potencjalnie realizowalne technologie:
- Zbudowanie paneli z materiałów księżycowych. Koszt wyniesienia analogicznej masy z powierzchni Księżyca byłby kilkadziesiąt razy mniejszy. Realizacja tego wymaga opracowania technologii wydobycia materiałów z Księżyca, wyprodukowania na miejscu ogniw, oraz produkcji na miejscu paliwa do rakiet.
- Wykorzystanie planetoid. Potencjalnie stosunkowo niewielki pojazd kosmiczny mógłby przyholować na orbitę planetoidę zawierającą wystarczającą ilość materiałów. Do tej pory nie przeprowadzono jednak żadnych prób kontrolowanej modyfikacji trajektorii planetoidy. Dodatkowo idea ta wymaga zbudowania odpowiedniej infrastruktury przetwórczej na orbicie.
- Wyniesienie elektrowni za pomocą windy kosmicznej. Takie rozwiązanie byłoby najtańsze i nie wiązałoby się z dodatkowymi komplikacjami. W tym momencie nie istnieją jednak włókna z których można by zbudować windę kosmiczną. Duże nadzieje wiązane są z pracami nad nanorurkami węglowymi.

### Bezpieczeństwo
Wykorzystanie mikrofal do przesyłania energii jest najbardziej kontrowersyjnym elementem projektu. Kontrowersje te są jednak głównie efektem nieporozumienia, gdyż używana wiązka mikrofal nie będzie w stanie wyrządzić żadnych szkód.
Na powierzchni Ziemi, intensywność wiązki w jej centrum ma wynosić około 230 W/m². Stanowi to mniej niż 1/5 stałej słonecznej. Nie jest zatem możliwe spalenie, ani nawet istotne podgrzanie niczego taką wiązką. Badania pokazują, że takie natężenie nie wyrządza szkód żywym istotom nawet przy ciągłej ekspozycji. Poza obszarem anteny odbiorczej natężenie mikrofal będzie wynosiło poniżej 10 W/m² i szybko malało z odległością od anteny. Zagrożenie z nim związane nie jest większe od powodowanego przez używanie telefonów komórkowych.

## Ekonomia

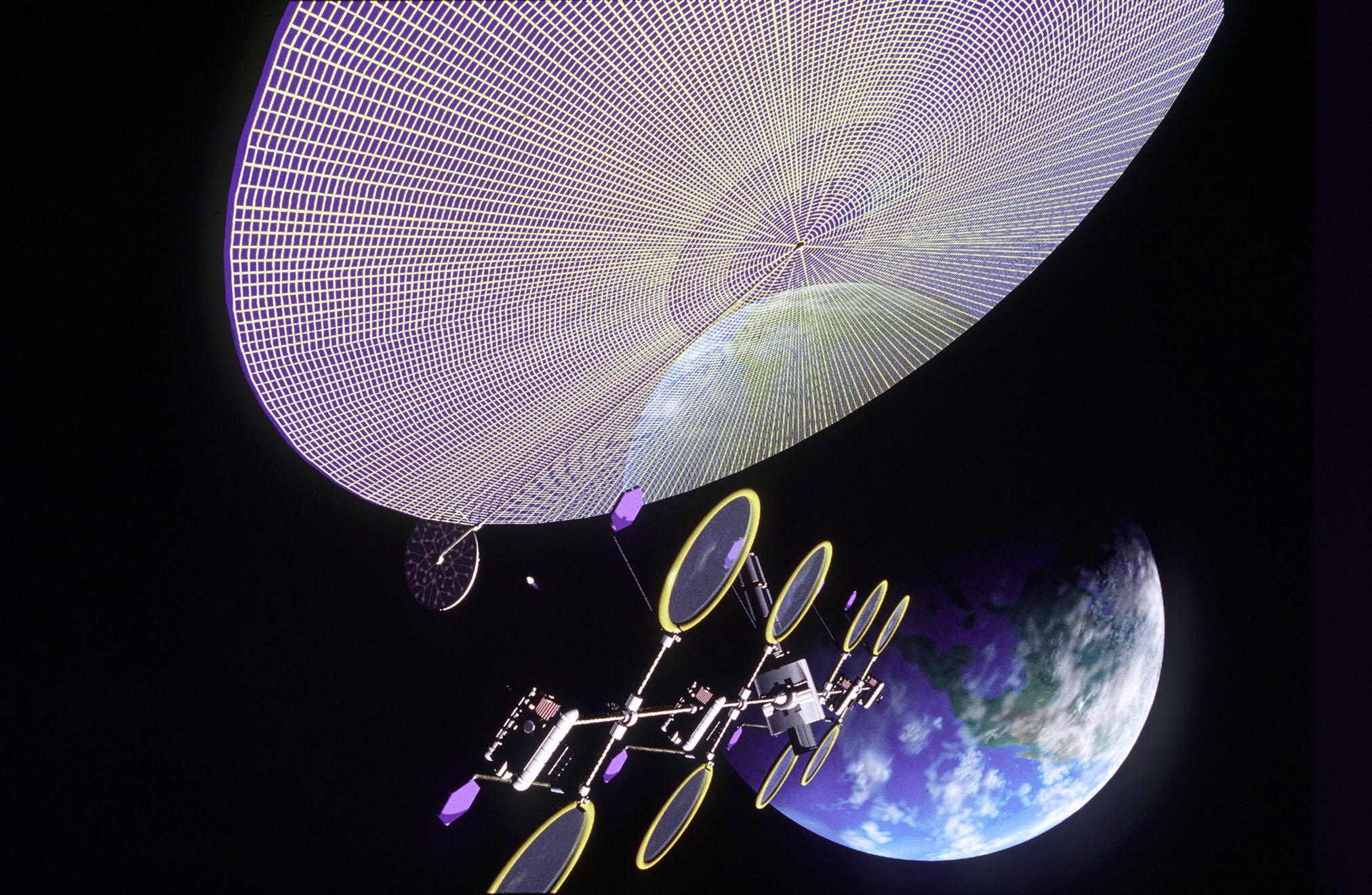
Panel słoneczny na orbicie okołoziemskiej nie wymaga wsporników

Konkurencyjność elektrowni orbitalnej zależy od cen energii i jest powiązana z dostępnością alternatywnych jej źródeł. Możliwość umieszczenia taniej anteny odbiorczej na dowolnym obszarze, pozwala traktować taką elektrownię jako elastyczne źródło energii do obszarów gdzie jest ona najdroższa.
Przykładowo 4 GW elektrownia, działająca nieprzerwanie przez 99% czasu wytwarzałaby około 35 TWh energii w ciągu roku. Przy obecnych cenach energii w USA (około 5 centów za kWh), oznacza to 1,75 mld USD rocznie, czyli 35 mld USD w ciągu 20 lat działania. Jest to prawdopodobnie mniej niż wyniósłby koszt konstrukcji. Z drugiej strony, cena energii w Wielkiej Brytanii sięga 22 centów za kWh, co oznacza około 150 mld USD zysku w ciągu 20 lat.

### Porównanie z paliwami kopalnymi
Współcześnie około 85% energii wykorzystywanej przez ludzkość pochodzi z paliw kopalnych. Jej cena zależy więc w dużej mierze od dostępności i cen węgla, ropy naftowej i gazu ziemnego. Ich zasoby są jednak ograniczone (zobacz Peak oil) i ciągłe zwiększenie zapotrzebowania związane z rozwojem państw takich jak Chiny i Indie sugeruje, że ceny te będą z upływem czasu rosnąć.

### Porównanie z energetyką jądrową
Energetyka jądrowa jest czystszą i bardziej efektywną alternatywą dla paliw kopalnych. Elektrownie orbitalne posiadają nad nią jednak szereg zalet, mogących uzasadnić większe koszty:
- brak odpadów promieniotwórczych,
- brak niebezpieczeństwa katastrofy (wyłączając ryzyko związane z samymi lotami orbitalnymi),
- niezależność od dostępności paliw rozszczepialnych,
- brak zagrożeń związanych z rozprzestrzenieniem broni jądrowej.

Z drugiej strony, podobnie jak energetyka jądrowa, elektrownie orbitalne mogą być postrzegane przez społeczeństwo jako niebezpieczne.

### Porównanie z energetyką fuzyjną
Kontrolowana synteza termojądrowa stanowi potencjalnie nieograniczone źródło czystej energii. Elektrownie wykorzystujące to zjawisko produkowałyby znacznie mniej odpadów od elektrowni atomowych, korzystały z łatwo dostępnego paliwa i nie wiązałyby się z żadnym ryzykiem katastrofy. Jednak mimo intensywnych prac prowadzonych od kilkudziesięciu lat, są one wciąż dopiero w fazie projektów. Zastosowanie tej technologii jest uzależnione od dalszych przełomów w inżynierii materiałowej i fizyce plazmy. Obecnie największe nadzieje wiązane są z 10-miliardowym projektem ITER, który ma rozpocząć działanie w 2016 roku.
Elektrownie orbitalne z kolei nie wymagają opracowania żadnych nowych technologii, a jedynie ich opłacalność jest uzależniona od zmniejszenia kosztów współcześnie znanych rozwiązań.

### Porównanie z naziemną energetyką słoneczną

Atmosfera Ziemi odbija i pochłania część energii słonecznej, zmniejszając efektywność elektrowni na powierzchni Ziemi. Systemy umieszczone na orbicie unikają tych strat, przesyłając energię na powierzchnię w postaci mikrofal.

Naziemna energetyka słoneczna zaczyna być coraz intensywniej wykorzystywana dzięki szybkiemu spadkowi cen ogniw słonecznych. Wysokie koszty lotów kosmicznych mogą sprawić, że energetyka orbitalna nie będzie dla niej konkurencyjna ekonomicznie. Posiada ona jednak szereg zalet, mogących uzasadnić jej rozwijanie:
- Elektrownia orbitalna umożliwia wielokrotnie efektywniejsze wykorzystanie ogniw słonecznych. Sumaryczna energia jaka dociera do powierzchni Ziemi w krajach skandynawskich wynosi około 600 kWh/m²/rok[21]. W Polsce wynosi około 1100 kWh/m²/rok[22]. Na orbicie, ogniwo wystawione nieprzerwanie na działanie słońca otrzymuje 12 000 kWh/m²/rok (patrz stała słoneczna).
- Elektrownia naziemna wymaga kilkukrotnie większego obszaru. W zależności od nasłonecznienia miejsca budowy, baterie słoneczne pokryłyby 4-10 razy większą powierzchnię niż antena odbiorcza.
- Antena odbiorcza jest przezroczysta, prosta w konstrukcji i tania. Może zostać wybudowana ponad normalnie uprawianymi polami, nie zajmując tym samym użytecznego miejsca.
- Klasyczna elektrownia słoneczna nie produkuje energii nocą. Oznacza to konieczność dodatkowej infrastruktury do przechowywania energii, bez której może ona służyć jedynie jako pomocnicze źródło energii dla innych elektrowni.
- Czynniki pogodowe wpływają na efektywność elektrowni naziemnych i powodują ich zużywanie. Ogniwa naziemne są również bardziej narażone na zniszczenie i trudniejsze do zastąpienia niż anteny dipolowe.
- Położenie naziemnej elektrowni jest ustalone. Elektrownia orbitalna może mieć wybudowanych kilka tanich anten odbiorczych i kierować energię w miejsce, gdzie jest ona aktualnie bardziej potrzebna i cenniejsza.

### Porównanie z innymi odnawialnymi źródłami energii
Pozostałe odnawialne źródła energii (energia wiatru, energia wodna, energia geotermalna itp.) mogą zaspokoić jedynie część światowego zapotrzebowania. Ich wykorzystanie jest ograniczone głównie przez warunki geograficzne. W 2005 roku w USA elektrownie wodne produkowały 6,5% całej energii, a pozostałe źródła odnawialne 2,3%. Według analiz DOE do 2030 roku te liczby będą wynosić odpowiednio 3,4% i 2,9%.

## Materiały video
- Powering the Planet. thefutureschannel.com. [zarchiwizowane z tego adresu (2011-11-19)]. (20 minut)
- Space Solar Power NewSpace 2010 Panel (72 minuty)
- Space Solar Power and Space Energy Systems SSI – Space Manufacturing 14 Panel – 2010 (27 minut)
- NASA DVD w 16 częściach
- Space Solar Power Press Conference September 12, 2008 (71 minut)
- Google Tech Talk – Electricity from Orbit: The Case for R & D (55 minut, 2007)
- Prezentacja ESA
- Space Solar Power Systems (SSPS) on JAXA Channel (7 minut)